# Lü Lin
Lü Lin (chinesisch 呂琳 / 吕琳, Pinyin Lǚ Lín; * 6. April 1969 in Wenling (Provinz Zhejiang)) ist ein ehemaliger chinesischer Tischtennisspieler. Er ist Olympiasieger und zweimaliger Weltmeister im Doppel.

## Werdegang
Lü Lin begann als Sechsjähriger mit dem Tischtennissport. 1987 wurde er in das Nationalteam aufgenommen. Er hatte seine größten Erfolge im Doppel mit Wang Tao. Mit ihm gewann er bei allen drei Weltmeisterschaften, an denen er teilnahm, Medaillen: 1991 Silber, 1993 und 1995 Gold. 1993 wurde er mit der chinesischen Mannschaft Zweiter. Bei den Olympischen Sommerspielen 1992 gewann das Duo die Goldmedaille, 1996 holte es Silber hinter Liu Guoliang/Kong Linghui.
In der Saison 1994/95 spielte Lü Lin beim deutschen Bundesligisten TTC Jülich, danach ging er nach Japan.
Erfolge im Einzel:
- August 1991: Sieger China Open
- Dezember 1991: Sieger Finnland Open
- März 1992: Sieger Asiatische Olympiaqualifikation
- 1993: Sieger chinesische Nationalspiele
- September 1995: Sieger World Circuit Kalkutta/Indien

## Turnierergebnisse
| Verband | Veranstaltung           | Jahr | Ort          | Land | Einzel           | Doppel        | Mixed      | Team |
| ------- | ----------------------- | ---- | ------------ | ---- | ---------------- | ------------- | ---------- | ---- |
| CHN     | Asienmeisterschaft ATTU | 1994 | Tianjin      | CHN  | Halbfinale       | Silber        | Halbfinale | 1    |
| CHN     | Asienmeisterschaft ATTU | 1990 | Kuala Lumpur | MAS  | letzte 16        | Halbfinale    |            | 1    |
| CHN     | Asienspiele             | 1994 | Hiroshima    | JPN  |                  | Halbfinale    |            | 1    |
| CHN     | Olympische Spiele       | 1996 | Atlanta      | USA  | keine Teiln.     | Silber        |            |      |
| CHN     | Olympische Spiele       | 1992 | Barcelona    | ESP  | sofort ausgesch. | Gold          |            |      |
| CHN     | Pro Tour                | 1996 | Xi’an        | CHN  | Viertelfinale    | Halbfinale    |            |      |
| CHN     | Pro Tour                | 1996 | Kettering    | ENG  | Viertelfinale    | Silber        |            |      |
| CHN     | Pro Tour Grand Finals   | 1996 | Tian Jin     | CHN  |                  | Halbfinale    |            |      |
| CHN     | Weltmeisterschaft       | 1995 | Tianjin      | CHN  | keine Teiln.     | Gold          | letzte 16  |      |
| CHN     | Weltmeisterschaft       | 1993 | Göteborg     | SWE  | keine Teiln.     | Gold          | letzte 16  | 2    |
| CHN     | Weltmeisterschaft       | 1991 | Chiba City   | JPN  | keine Teiln.     | Silber        | letzte 64  |      |
| CHN     | World Doubles Cup       | 1992 | Las Vegas    | USA  |                  | Viertelfinale |            |      |